# Station Torre del Baró
Torre del Baró is een station van Rodalies Barcelona in Nou Barris, Barcelona. Het station werd in de jaren 70 geopend voor het traject Barcelona-Manresa-Lérida.
Tegenwoordig rijden lijn 3, 4 en 7 naar het centrum van Barcelona en verder en Vic, Manresa en Martorell
Metrolijn 11 rijdt hier naar Trinitat Nova en Can Cuiàs. Het metrostation Torre Baró | Vallbona is het enige bovengrondse station op het traject van lijn 11. Het station voor de metro werd in 2003 geopend. De uitgang ligt langs de Avinguda d'Escolapi.
Trinitat Nova · Casa de l'Aigua · Torre Baró | Vallbona · Ciutat Meridiana · Can Cuiàs